# Hovstallmästare

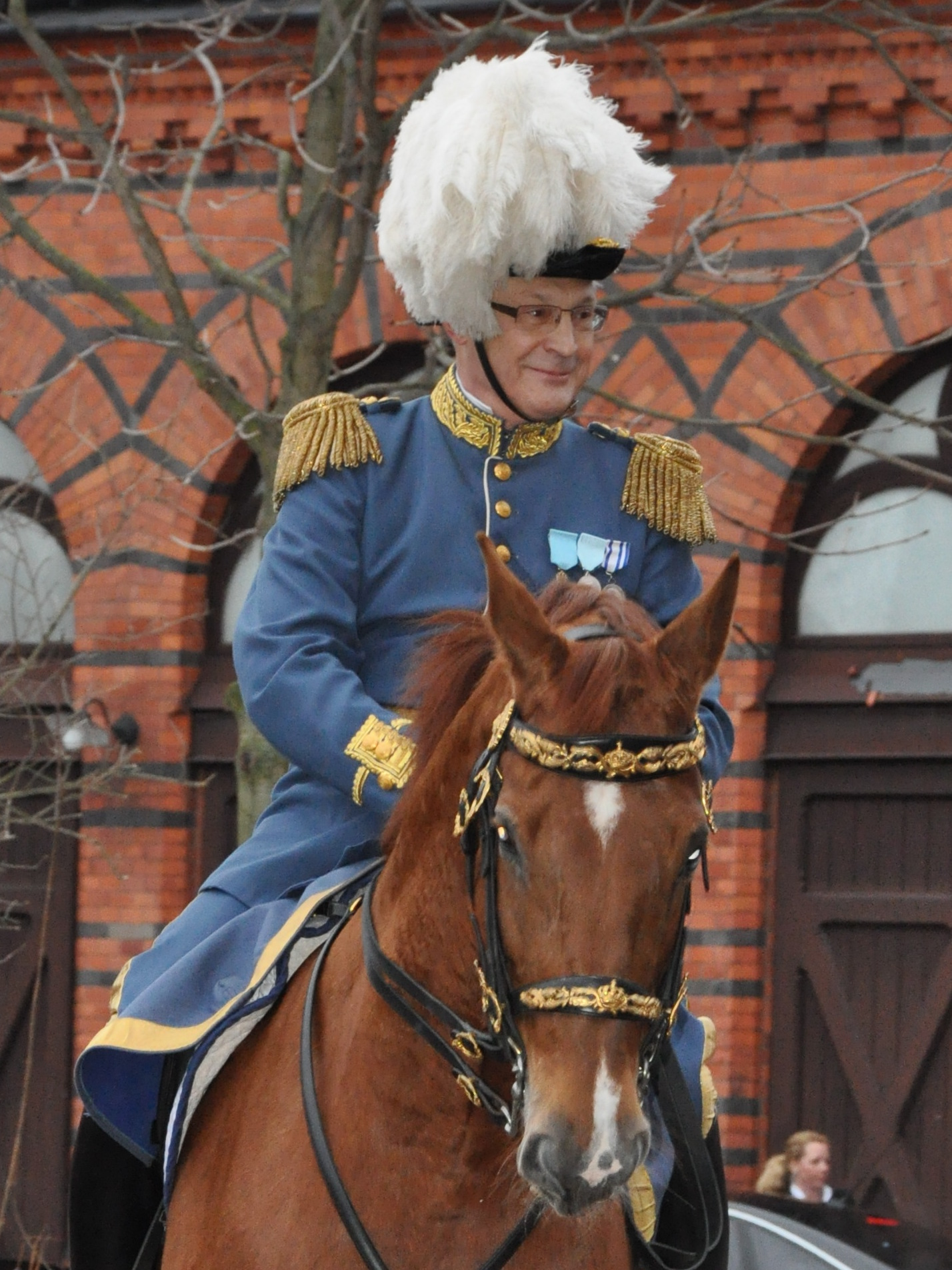
Hovstallmästare Mertil Melin vid den estniske presidenten Toomas Hendrik Ilves statsbesök i Stockholm 2011.

Hovstallmästare är idag en titel som bärs av chefen för H.M. Konungens hovstall. Den är även en hederstitel som utdelas av den svenske kungen. Tidigare fanns vid Kungliga Hovstaterna även en överhovstallmästare som hade högsta överinsyn över hovstallet. Vid hovstallen fanns förr flera stallmästare, och den av hovstallmästarna som var chef för hovstallet benämndes då förste hovstallmästare. Idag är överste Håkan Hedlund hovstallmästare och chef för hovstallet.

## Rangordning
Enligt rangordningen hade hovstallmästarna följande rang före 1909:
| Titel i hovstallet      | Militär rang    |
| ----------------------- | --------------- |
| Överhovstallmästare     | Fältmarskalk    |
| Förste hovstallmästare  | Generallöjtnant |
| Hovstallmästare         | Generalmajor    |
| Stallmästaren vid hovet | Överste         |
| Understallmästare       | Major           |

## Uniform
Sedan 1875 har hovstallmästare en uniform bestående av en ljusblå enkelknäppt vapenrock med vita passpoaler och en ståndkrage dekorerad med eklövsmönster. Till parad bärs epåletter, ett midjebälte med guldtofsar, samt bicorne med vit plym.

Mössa till daglig dräkt.
Daglig dräkt.
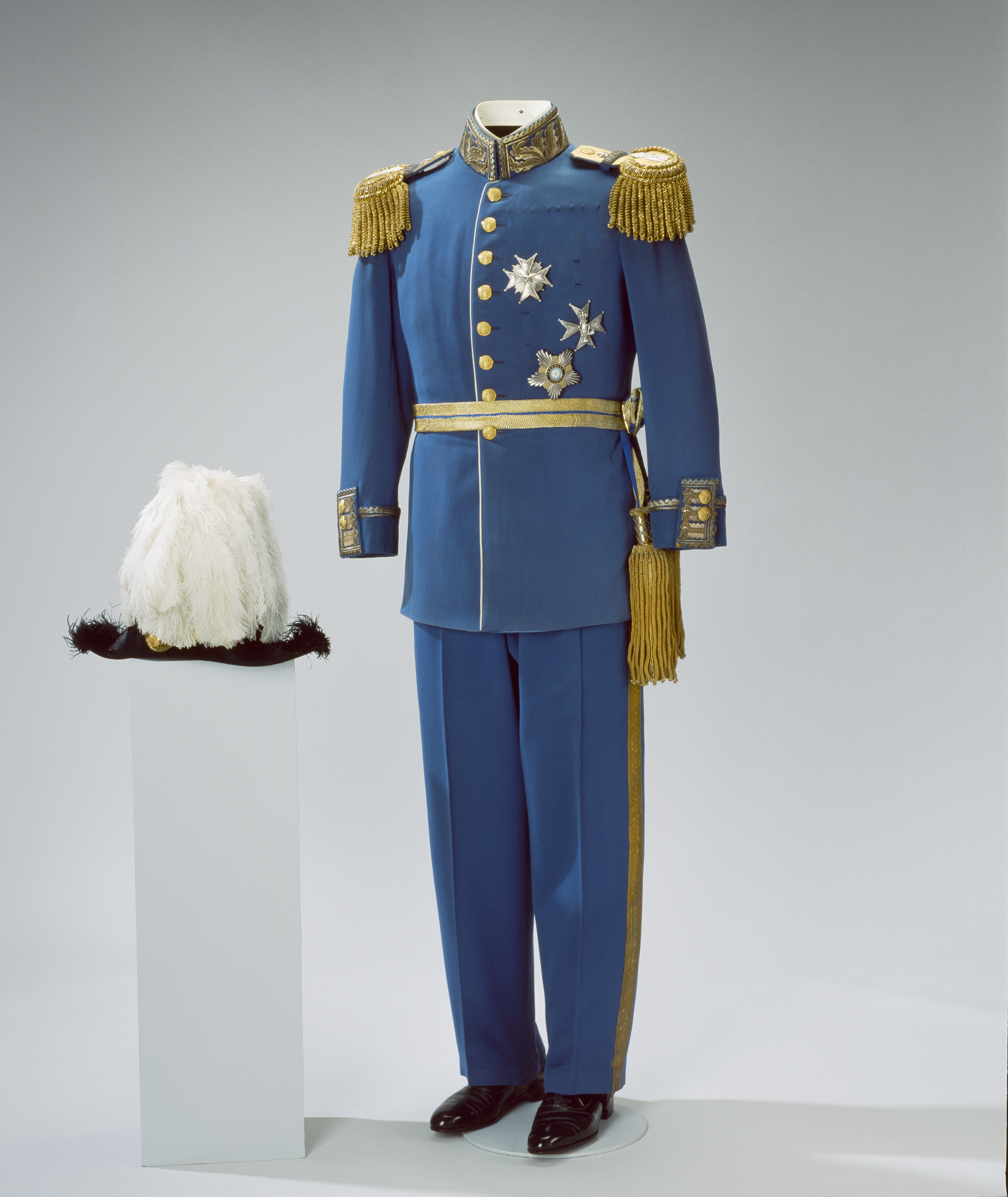
Paraddräkt.

## Lista över hovstallmästare i Sverige
Detta är en icke-komplett lista över hovstallmästare. I en del fall var även hovstallmästaren chef för det statliga stuteriet vid Flyinge kungsgård.

### Överhovstallmästare för H.M. Konungens Hovstall
Listan kan vara ofullständig
1. 1763–1769 Johan Henrik Sparfvenfeldt. Född 1698-04-18. Kammarherre 1721. Hovmarskalk, sedan hovstallmästare 1744. Död 1769-09-24.[5]
2. 1769–1772 Jakob Wattrang, (1720-1788), understallmästare, kammarherre, hovstallmästare 1762, hovmarskalk 1766. Överhovstallmästare hos konungen, avsked 1772.[6]
3. 1772–1791 Adolf Fredrik Lewenhaupt (1745-1791), greve, hovstallmästare 1771, överhovstallmästare 1772, 1774 kapten vid Bohusläns dragonregemente och major, 1779 överstelöjtnant vid Mörnerska husarregementet, 1781 överste, 1790 generalmajor.[7]
4. 1791–1818 Gustaf Lewenhaupt (1780–1844), greve, son till Adolf Fredrik Lewenhaupt (1745-1791) och överhovstallmästare i survivans efter fadern 1780, överhovstallmästare 1791.[7]
5. 1818–18XX? Claes Rålamb (1750-1826). Friherre, hovstallmästare, förste direktör för Kungliga Operan 1792-1798, förste hovstallmästare 1796, Överhovstallmästare 1818.
6. 1856–1859 Friherre Ferdinand Braunerhielm
7. 1860–1874 Greve Gustaf Adolf Fredrik Wilhelm von Essen
8. 1875–1885 Rudolf Tornérhjelm
9. 1885–1888 Greve Carl Björnstjerna
10. 1888–1908 Greve Alfred Piper
11. 1908–1912 Greve Gustaf Gyldenstolpe
12. 1912–1931 Friherre Fredrik Wrangel
13. 1932–1957 Friherre Hans Ramel

### Förste hovstallmästare och chefer för H.M. Konungens Hovstall
1. 1611 Johan von Klingspor (1578-1636), hovjunkare och jägmästare 1604, hovstallmästare 1611, senare överjägmästare hos hertig Johan av Östergötland.[8]
2. Carl Carlsson Sparre (1632-1672), friherre, ryttmästare vid Upplands ryttare, hovstallmästare.[9]
3. 1702-1712 Caspar Hindrich Gerdes, major och tidigare stuterichef vid Flyinge kungsgård 1680-1685. [4]
4. 1712?-1714? Gustaf Hård af Segerstad (1654–1714), kammarherre, hovstallmästare.[10]
5. 17XX-1752? Christian Sigismund Wiebel, hovstallmästare hos kung Fredrik I. Wiebel var även stuterichef vid Flyinge kungsgård.[4]
6. 1771-17XX? Erik Filip Gammal Ehrenkrona, friherre, hovstallmästare 1769, förste hovstallmästare hos änkedrottning Lovisa Ulrika 1771 (Gustaf Elgenstiernas uppgift om hans död 1745-05-28, är ej kompatibel med övriga uppgifter, och bör vara ett skrivfel).[11]
7. 1773- Adolf Fredrik Munck af Fulkila (1749-1831), greve, hovstallmästare, 1773 förste hovstallmästare.[12] [13]
8. Johan G. Goldnitz, var även stuterichef vid Flyinge kungsgård 1765-1780. [4]
9. 1792-1800? David Gustaf Frölich (1757–1825), greve.
10. 1800-1817? Jakob Rutger Bennet.
11. 1817-1836? Magnus Brahe (1790–1844), greve och riksmarskalk.[14]
12. 1836-1844 Nils Fredrik Brahe (1812-1850), greve, son till Magnus Brahe ovan.
13. 1844-1856 Ferdinand Braunerhielm (1799-1870)
14. 1886-1897? Carl Teodor Ernst von Platen (1824-1897), hovstallmästare 1896.
15. 1888-1901 Erik Carl Alfred Piper (1834-1910), greve.
16. 1912–1925: Eberhard Rosenblad (1858–1929), från 1912 förste hovstallmästare för kung Gustaf V.
17. 1916-1929? (1918?) Carl Bonde (1872–1957), greve, 1909 stallmästare vid hovet, avancerade 1916 till hovstallmästare.[15]
18. 1918-1925 John Edvard Magnus Sager (1853-1939), ryttmästare vid Livregementets dragonkår, chef för kungens hovstall 1881-1900 och förste hovstallmästare 1918.[16][17]
19. 1925-1929? Carl Gustaf von Platen (1855-1937), hovstallmästare 1911, förste hovstallmästare 1925. Son till Carl Teodor Ernst von Platen.[18]
20. 1929-1935? Charles d’Otrante (1877–1950), sjätte hertig d’Otrante, från 1929 förste hovstallmästare hos Gustaf V.
21. 1946–1950: Hodder Stjernswärd, major.
22. 1950–1972: Carl Eric von Platen (född 1895), friherre, förste hovstallmästare. Son till Carl Gustaf von Platen[18]
23. 1972–1984: Hans Skiöldebrand, överstelöjtnant
24. 1984–1991: Hodder Stjernswärd, överste av 1. graden.
25. 1991–1996: Magnus Olson, överste.
26. 1996–2003: Jörn Beckmann, generalmajor.
27. 2003–2015: Mertil Melin, generallöjtnant.
28. 2015–2023: Ulf Gunnehed, överste[19]
29. 2023-idag: Håkan Hedlund, överste[20]

### Underhovstallmästare och Icke-tjänstgörande hovstallmästare
- Esbjörn Mårtensson (adlad Reutercrantz, egentligen Ryttarecrantz). Beridare vid kungliga stallet 1640. Hovstallmästare vid Ulvesunds och Strömsholms stallstat.[21]
- Arent eller Aron Reutercrantz (1632-1669), son till Esbjörn Mårtensson Reutercrantz.[21]
- 1672 Mårten Reutercrantz (1635-1680), son till Esbjörn Mårtensson Reutercrantz. Han är mest känd för att han "lärde konung Karl XI att rida".[21]
- Esbjörn Reutercrantz (1630-talet-1717). Hovstallmästare vid Strömsholms och Ulvsunds stallstat 1669-07-13. Avsked 1714-04-29.[21]
- Gustaf Reutercrantz (1645-1676), stallmästare vid hovstallet, hovjunkare hos greve Oxenstierna. ihjälhuggen 1676-09-14 av lakejer och drängar efter ett långt fäktande.[21]
- 1704 Carl Reutercrantz (1680-1753), son till Mårten Reutercrantz. Student vid Uppsala universitet 1688-01-04. Kammarherre och hovstallmästare, 1704-05-18.[21]
- Carl Gustaf Reutercrantz (1694-1734), sonson till Mårten Reutercrantz. Beridare vid hovstallet, stallmästare. Han beledsagade 1701 konung Carl XII över Dünaströmmen.[21]
- 1775-1785? Jakob Nils Sparre af Rossvik (1754-1827), understallmästare hos änkedrottningen Lovisa Ulrika 1775. Avsked ur armen 1785.[22]
- 1802 Erik Reinhold Adelswärd, hovstallmästare 1802.[23]
- 1912 Edvard Cederlund, köpte 1912 godset Brandalsund där han lät skapa ett stort mönsterjordbruk.[24]
- 1912-19XX? Christian Fredrik Wrangel af Sauss (1847-1932).
- 1916–19XX? Clarence von Rosen, ryttmästare och icke tjänstgörande hovstallmästare.
- 1935–1946: Claës König (1885–1961), 1931 stallmästare vid hovet, från 1935 hovstallmästare hos Gustaf V.
- 1868-1870 Fredrik Salomon Albrekt Mauritz Posse (1820-1916), Hovstallmästare 1868-09-02. Chef för Ottenby stuteri 1870-11-25. Avsked ur krigstjänsten 1870.[25]